# 白眉可汗
白眉可汗（呉音：びゃくみかがん、漢音：はくびかがん、拼音：Báiméi kĕhàn、? - 745年）は、東突厥第二可汗国期の可汗。判闕特勤の子で烏蘇米施可汗の弟。可汗になる前が白眉特勤（はくびテギン）だったため、白眉可汗と呼ばれる。姓は阿史那氏、名は鶻隴匐（こつりょうふく）という。阿史那氏最後の突厥可汗であった。

## 生涯
判闕特勤の子として生まれる。
天宝3載（744年）8月、抜悉蜜（バシュミル）部・回紇（ウイグル）部・葛邏禄（カルルク）部の3部族は烏蘇米施可汗（オズミシュ・カガン）を殺し、その首を京師に伝え、太廟に献上した。東突厥では烏蘇米施可汗の弟である白眉特勤鶻隴匐が即位して白眉可汗となり、抜悉蜜の頡跌伊施可汗（イルティリシュ・カガン）と対立した。その後、回紇部と葛邏禄部は頡跌伊施可汗を殺し、回紇部の骨力裴羅（クトゥルグ・ボイラ）を奉じて骨咄禄毘伽闕可汗（クトゥルグ・ビルゲ・キュル・カガン）とした。
天宝4載（745年）1月、玄宗は詔で朔方節度使の王忠嗣に命じて、薩河内山で左阿波達干（左アパ・タルカン：官名）の11部を撃破させた。この年、白眉可汗は殺され、その首は京師に送られた。これに伴い、毘伽可汗の妻であった骨咄禄婆匐可敦が衆を率いて自ら帰順したので、玄宗は可敦を封じて賓国夫人とした。

## 参考資料
- 『旧唐書』（本紀第九 玄宗下）
- 『新唐書』（本紀第五 睿宗玄宗、列伝第一百四十下 突厥下、列伝第一百四十二上 回鶻上）
- 佐口透・山田信夫・護雅夫訳注『騎馬民族誌２正史北狄伝』（1972年、平凡社）